# 리종무
리종무(1949년 2월 16일 ~ )는 조선민주주의인민공화국의 정치인이다. 조선 인민군 중장 겸 조선로동당 중앙위원회 정치국 후보위원이다. 

## 경력
1997년 4월 조선인민군 소장을 거쳐 2007년 4월 인민군 중장으로 승진했다. 2011년 4월 조선축구협회위원장을 거쳐 2012년 10월 박명철 후임으로 조선민주주의인민공화국 체육상에 임명되었다. 2012년 11월부터 국가체육지도위원회 위원과 겸직했으며 2013년 3월에 조선올림픽위원회 위원장직에 올랐다. 2016년 5월, 조선로동당 제7차 대회에서 조선로동당 중앙위원회 후보위원으로 선출되었다.